# Headache (revista)
Headache: The Journal of Head and Face Pain es una revista médica revisada por pares que cubre todos los aspectos del dolor de cabeza y cara. Es la revista oficial de la American Headache Society . Fue establecido en 1961 y Wiley-Blackwell lo publica diez veces al año. La editora en jefe es Amy A. Gelfand MD, (Universidad de California en San Francisco). Según Journal Citation Reports, la revista tiene un factor de impacto de 4,041 en 2021, lo que la sitúa en el puesto 45 entre 204 revistas en la categoría "Neurología clínica".

## Métricas de revista
2023
- Web of Science Group : 5.887
- Índice h de Google Scholar: 126
- Scopus: 3.35